# جوردي ألميدا
جوردي مارتينز ألميدا (ولد في 3 أيلول / سبتمبر 1993)، والمعروف بجوردي، هو لاعب كرة قدم برازيلي يلعب لصالح نادي تراكتور سازي، يلعب كحارس مرمى.

## روابط خارجية
- جوردي ألميدا على موقع قاعدة بيانات كرة القدم.إي يو (الإنجليزية)
- جوردي ألميدا على موقع Soccerway.com (الإنجليزية)